# Міронов Валерій Євгенович
Валерій Євгенійович Міронов (нар.15 грудня 1962, м. Ровеньки, Луганська область) — державний керівник і суспільно-політичний діяч. Засновник і лідер громадської організації «Право киян».

## Біографія
Народився в родині службовців. Батько — Євген Трохимович. Мати — Лідія Миколаївна.
Валерій Міронов понад 30 років постійно проживає і працює в Києві (з 1980 року).
1980—1985 — студент Київського державного університету ім. Т. Шевченка. Диплом за спеціальністю: економіст-математик; спеціалізація: економічна кібернетика. Вивчав макроекономічні процеси.
З 1987 по 1989 рік — служба в ППО сухопутних військах Радянської Армії. Звання — старший лейтенант в запасі.
Трудову діяльність Валерій почав з посади інженера-програміста на поліграфічному комбінаті «Молодь», де працював впродовж п'яти років до 1992 р.[джерело?]
У середині 90-х Міронов зайнявся підприємницькою діяльністю і став одним із засновників успішної в СНД компанії «VALMI» зі штаб-офісом в Києві на Подолі.[джерело?]
У 2008 році продав свою частку в компанії й ухвалив рішення реалізовувати свій професійний досвід у політичній діяльності і на державній службі.[джерело?]
Політична діяльність
2005−2007 — радник голови правління ВАТ «Державний Ощадний Банк України»;[джерело?]
2006 — депутат Подільської районної ради м. Київ;
2006—2008 — депутат Київської міської ради V скликання;
2009—2010 — заступник голови Київської міської державної адміністрації (КМДА), опікувався транспортною галуззю і координував окремі напрямки архітектури та будівництва.[джерело?]
У 2011 році Валерій Міронов створив громадську організацію «ПРАВО КИЯН».
Автор проектів, спрямованих на підвищення якості життя киян.[яких?]

## Сім'я
Дружина — Тетяна Міронова — наразі відомий у світі діяч мистецтва. Радник Міністра культури України.
У Києві в сім'ї Міронових народилися донька Євгенія (1983 р.н.) та син Данило (1998 р.н.).

## Нагороди
- Ювілейна медаль «70 років Збройних Сил СРСР» (1988) від імені Президії Верховної Ради СРСР, командир в / ч 22455 генерал-майор І. Лосєв;
- Почесний знак «За заслуги» (2005), Комітет сприяння правоохоронним органам України. Голова ради генерал-полковник Горбатюк В. С.;
- Почесний знак «Суспільне визнання» I-й ступінь (2003), Президент Фонду — Кравчук Л. М., Голова піклувальної ради-Курас І. Ф.[джерело?]